# الختان والقانون
سُنّت القوانين التي تقيد الختان أو تنظمه أو تمنعه في العديد من الدول والمجتمعات، ويعود تاريخها إلى العصور القديمة. في الدول الحديثة، يُعتبر الختان بشكل عام قانوني، إلا أن القوانين المتعلقة بالاعتداء وحضانة الطفل طُبقت في العديد من الحالات التي تتضمن الختان. لا يوجد حاليًا دولة تحظر ختان الرضع الذكور بشكل قاطع لأسباب غير علاجية. في حالة ختان الأطفال غير العلاجي، يشير مؤيدو القوانين التي في صالح هذه العملية غالبًا إلى حقوق الوالدين والعاملين في المجال، وتحديدًا الحق في حرية الاعتقاد. ويشير مناهضو العملية إلى حق الأولاد في الحرية من الدين. في بعض قضايا المحكمة، أشار القضاة إلى طبيعة الفعل التي لا رجعة فيها، وإلى الأضرار الجسيمة التي تلحق بجسم الصبي، والحق في حرية الإرادة، والسلامة البدنية. 

## تاريخيًا

### اليهودية
هناك متطلبات دينية قديمة للختان. يأمر الكتاب العبري اليهود بختان أطفالهم الذكور في اليوم الثامن من حياتهم، وختن عبيدهم الذكور (سفر التكوين، الإصحاح السابع عشر: 11–12).
تُعتبر القوانين التي تحظر الختان قديمة أيضًا. إذ ثمن الإغريق القفلة، ورفضوا التقليد اليهودي المتمثل بالختان. يذكر سفر المكابيين، الإصحاح الأول: 60–61 أن ملك سوريا أنطيوخوس الرابع، السلطة المحتلة ليهودا في عام 170 قبل الميلاد، حظر الختان وجعله جريمة يُحكم عليها بالموت. وكان ذلك أحد الشكاوى التي أدت إلى ثورة المكابيين. 
وفقًا لتاريخ أوغسطين، أصدر الإمبراطور الروماني، هادريان، مرسومًا يحظر الختان في الإمبراطورية، ويجادل بعض الباحثين المعاصرين بأن ذلك سببًا رئيسيًا لثورة بار كوخبا اليهودية في عام 132 ميلادي. ومع ذلك، لم يذكر المؤرخ الروماني، كاسيوس ديو، أي قوانين ممائلة، وألقى باللوم على تمرد اليهود عوضًا عن قرار هادريان بإعادة بناء القدس كإيليا كابيتولينا، وهي مدينة مكرسة لجوبيتر.
سمح أنطونيوس بيوس لليهود بختان أبنائهم. ومع ذلك، حرم ختان غير اليهوديين الذين كانوا عبيدًا أجانب أو أعضاء الأسر غير اليهودية، وعلى نقيض سفر التكوين، الإصحاح السابع عشر:12 جعل تحول الشخص للديانة اليهودية أمرًا غير قانوني. استثنى أنطونيوس بيوس الكهانة المصريين من الحظر العالمي على الختان.

### الاتحاد السوفييتي
قبل سياسة غلاسنوست، وفقًا لمقال في الصحافة اليهودية، حُظر الطقس اليهودي المتمثل بالختان في الاتحاد السوفييتي. ومع ذلك، يذكر ديفد إي. فشمان، أستاذ في التاريخ اليهودي في المدرسة اليهودية اللاهوتية في أمريكا، أنه في حين «حُظرت أجهزة التعليم اليهودي، هيدير ويشيفا، بموجب قانون يفصل الكنيسة عن المدرسة، وخضعت لإجراءات شرطية وإدارية صارمة،» لم يحظر القانون الختان ولم تقمعها الإجراءات التنفيذية. كتب يهوشوا غلبواع أنه في حين لم يكن الختان محظورًا بشكل رسمي أو صريح، كان الضغط يُمارس لجعله صعبًا. قلق الخاتنون بشكل خاص بأن يُعاقبوا بسبب أي مشاكل صحية قد تتطور، حتى وإن ظهرت في وقت بعد الختان. 

### ألبانيا
حُظرت جميع الأديان في ألبانيا الشيوعية في عام 1967، إلى جانب ممارسة الختان. أصبحت تلك الممارسة تُجرى بالسر وخُتن العديد من الأولاد بالسر. 

## القانون المعاصر
بينما طُبقت قواعد حضانة الأطفال في قضايا تتضمن الختان، لا يوجد حاليًا دولة تحظر ختان الرضع الذكور بشكل قاطع لأسباب غير علاجية، رغم التنازع حول قانونية مثل هذا الختان في بعض التشريعات.
يوفر الجدول الحالي لمحة عامة غير شاملة تقارن المقيدات والمتطلبات القانونية حول ختان الرضع غير العلاجي في بعض الدول. تتطلب بعض الدول موافقة أحد الوالدين أو كلاهما لإجراء العملية⸵ وشهدت بعض تلك الدول (فنلندا والمملكة المتحدة) مواجهات قانونية بين الوالدين عندما أُجري ختان أبنائهم أو خُطط له دون موافقة الآخر. تتطلب بعض الدول أن يجري طبيب مؤهل العملية أو يشرف عليها (أو ممرض مؤهل في )، وبإجراء تخدير موضعي للصبي أو الرجل.  
| ملاحظات                                                                   | الدفع         | الطبيب المؤهل  | التخدير | موافقة الوالدين | الدولة          |
| رفض وزير الصحة الحظر الذي أوصت به اللجان الاستشارية لأخلاقيات علم الأحياء | دافعي الضرائب |                |         |                 | بلجيكا          |
|                                                                           | الوالدين      |                |         |                 | الدنمارك        |
|                                                                           | الوالدين      |                |         | كلا الوالدين    | فنلندا          |
|                                                                           | الوالدين      |                |         | كلا الوالدين    | فرنسا           |
|                                                                           | الوالدين      |                |         |                 | ألمانيا         |
| يجب أن يكون عمر الطفل أقل من ستة أشهر، وإلا تلزم أسباب طبية               |               | تنفيذ أو إشراف |         |                 | إسرائيل         |
|                                                                           | الوالدين      |                |         |                 | إيطاليا         |
|                                                                           | الوالدين      |                |         |                 | هولندا          |
| يجب على الأهل ورجال الدين الانتظار خارج غرفة العملية                      | الوالدين      | إشراف          | مطلوب   |                 | النرويج         |
|                                                                           |               | تنفيذ          |         |                 | السعودية        |
|                                                                           |               | تنفيذ          |         |                 | جنوب إفريقيا    |
|                                                                           | الوالدين      |                |         |                 | إسبانيا         |
| يجب أن يكون عمر الطفل أقل من شهرين                                        | الوالدين      | إشراف          | مطلوب   |                 | السويد          |
| وافق كلا الوالدين في 6.2% من الحالات المدروسة                             | الوالدين      |                |         | كلا الوالدين    | المملكة المتحدة |

### أستراليا
ترى كلية الأطباء الملكية الأسترالية عملية ختان الرضع الاعتيادية غير مبررة في أستراليا ونيوزلندا، وبما أن الختان يشمل الجسد، يجب أن يثير الأطباء ويأخذوا بعين الاعتبار مع الوالدين والمعنيين خيار ترك الختان لوقت لاحق، عندما يكون الصبي كبيرًا بما يكفي لاتخاذ قراره بنفسه:
بعد إعادة النظر في الدلائل المتاحة حاليًا، تؤمن كلية الأطباء الملكية الأسترالية بأن تواتر الأمراض القابل للتعديل بالختان، ومستوى الحماية الذي يقدمه الختان ومعدل مضاعفاته لا تبرر ختان الرضع الروتيني في أستراليا ونيوزلندا. ... بما أن الختان يتضمن مخاطرًا جسدية يُضطلع بها في سبيل الحصول على منافع نفسية اجتماعية للطفل أو استحقاقات طبية مثيرة للجدل، ... يجب على الوالدين النظر في خيار ترك الختان لوقت لاحق، عندما يكون الصبي كبيرًا بما يكفي لاتخاذ قراره بنفسه.

### كلية الأطباء الملكية الأسترالية.
في عام 1993، استنتجت ورقة بحث علمية غير ملزمة أجرتها لجنة إصلاح القوانين في كوينزلاند (ختان الرضع الذكور) أنه «يمكن النظر إلى ختان الرضع الذكور الروتيني كفعل جنائي، على أساس تفسير صارم للأحكام المتعلقة بالاعتداء من قانون كوينزلاند الجنائي»، وقد يكون الأطباء الذين يجرون الختان عرضة للدعاوى المدنية التي يقيمها الطفل في وقت لاحق. لم تحدث أي دعاوى قضائية في كوينزلاند، واستمر الختان.
في عام 1999، ربح رجل من برث 360,000 دولارا أستراليًا كتعويض عن الأضرار بعد اعتراف طبيب بفشله بإجراء الختان له عند الولادة مما ترك الرجل بقضيب مشوه بشدة.
في عام 2002، اتهمت شرطة كوينزلاند والدًا بإلحاق أذى بدني جسيم بولديه، واللذان كانا يبلغان من العمر التاسعة والخامسة حينها، بإجراء الختان لهما دون علم وضد رغبة الأم. وتنازع الوالدان في محكمة الأسرة. أُسقطت التهم عندما كشف مدعي عام الشرطة عدم امتلاكه لجميع المعاملات الورقية لمحكمة الأسرة ورفض القاضي منح تأجيل الدعوى.
في الوقت الحالي، حُظر الختان التجميلي للمواليد الذكور في كافة أنحاء مستشفيات أستراليا الحكومية، وكانت شمال أستراليا آخر ولاية تتبنى قرار الحظر في عام 2007⸵ لم يُمنع إجراء العملية في المستشفيات الخاصة. في نفس العام، صرح الرئيس التاسماني لجمعية الأطباء الأسترالية، هايدن والترز، بأنهم سيدعمون دعوة لحظر الختان. في عام 2009، أصدرت مؤسسة الإصلاح القانوني التاسمانية ورقة قضايا تحقق بشأن القانون المتعلق بختان الذكور في تاسمانيا، «إنها تسلط الضوء على الشك في ما يخص إمكانية إجراء الأطباء لختان الرضع الذكور قانونيًا». 
أصدرت مؤسسة الإصلاح القانوني التاسمانية توصياتها بإصلاح القانون التاسماني المتعلق بختان الذكور في 21 أغسطس 2012. يحتوي التقرير على 14 توصية لإصلاح القانون التاسماني المتعلق بختان الذكور. 

### بلجيكا
ترى اللجنة الاستشارية البلجيكية لأخلاقيات علم الأحياء أن الختان عملية جذرية، وأن سلامة الطفل البدنية تتقدم على نظم المعتقدات لدى الوالدين: 
بما أن الختان لا رجعة فيه وعليه فهو عملية جذرية، نرى أن سلامة الطفل البدنية تتقدم على نظم المعتقدات لدى الوالدين.
اللجنة الاستشارية البلجيكية لأخلاقيات علم الأحياء.
في عام 201، أبلغت صحيفة لو سوار عن زيادة إجراء الختان في بلجيكا بنسبة 21% منذ عامي 2006 و2011. خلال الـ 25 عامًا الماضية، ادُعي بإجراء الختان لواحد من كل ثلاثة مواليد ذكور. أظهر استطلاع لمستشفيات في والونيا وبروكسل بأنه نحو 80% إلى 90% من العمليات كانت ذات دافع ديني أو ثقافي. أكدت وزارة الصحة على أهمية سلامة الختان، وحُذر الأطباء من أنه «لا يوجد عملية جراحية دون مخاطر» وأن الختان يُعتبر «عملية غير ضرورية».
في عام 2017، قُدر بأنه نحو 15% من الرجال البلجيكيين خُتنوا. وارتفع معدل الوقوع تدريجيًا: في عام 2002، خضع نحو 17,800 صبي أو رجل للختان، وزاد ذلك ليصبح تقريبًا 26,600 في عام 2016. يغطي المعهد الوطني للتأمين ضد الأمراض والعجز تكاليف الخضوع للختان، والذي كلف نحو 2.7 مليون يورو في عام 2016. قُدمت الاستفسارات للجنة الاستشارية البلجيكية لأخلاقيات علم الأحياء في أوائل عام 2014، وأُقيمت لجنة أخلاقيات لمراجعة أخلاقية تغطية أموال دافعي الضرائب لتكاليف العمليات الجراحية الطبية غير الضرورية، وخاصة بالنظر إلى اعتبار العديد من دافعي الضرائب ذلك الفعل غير أخلاقي. بحلول يوليو 2017، أُبلغ عن توصل اللجنة لتوافق آراء بشأن وقف عمل التغطية المالية للختان غير الطبي، لكنها كانت ما تزال تجادل بشأن نصح الحكومة بفرض حظر كلي على الممارسة. قُدمت توصيات اللجنة النهائية (غير الملزمة) في 19 سبتمبر 2017، والتي تتمثل بوقف التمويل الحكومي لعمليات الختان غير الطبية، وعدم ختان أي شخص تحت السن القانوني إلى أن يتمكنوا من الموافقة على الإجراء أو رفضه بعد اطلاعهم بشكل مناسب. يتماشى ذلك مع اتفاقية حقوق الطفل لعام 1990، ويعكس قرار الجمعية البرلمانية لمجلس أوروبا ضد الختان غير العلاجي تحت السن القانوني. ومع ذلك، رفضت وزيرة الصحة، ماغي دي بلوك توصية اللجنة، مجادلةً بعدم معرفة المعهد الوطني للتأمين ضد الأمراض والعجز بوجود دافع طبي أو لا عندما يطلب الوالدان إجراء الختان، وعندما يُحرمون من إجراء مهني، فإن الوالدين سيلجآن إلى غير الخبراء لإجراء العملية، مما يؤدي إلى نتائج أسوأ للأطفال. حظي رد وزيرة الصحة بردود فعل متباينة.